# 와다 아키코
와다 아키코(和田 アキ子, 1950년 4월 10일~)는 일본 오사카부 오사카시 이쿠노구 출신의 가수·탤런트·배우·방송인이다. 본명은 이즈카 아키코(飯塚現子)이며, 한국명은 김현자(金現子), 이전의 이름은 김복자(金福子, 일본명:가네우미 후쿠코(金海福子)이다. 애칭은 앗코(アッコ) 등으로, 174cm의 장신으로도 유명하다.

## 약력
1950년에 한국 출신의 부모 사이에서 태어났다. 15세 즈음부터 재즈 카페 등에서 노래를 시작했다. 174cm 장신에서 나오는 파워풀한 목소리는 좋은 평을 얻어, 호리프로(당시는 호리프로덕션)의 사장 호리 다케오에게 직접 스카웃되었다. 당시 밴드로 활동하고 있었지만, 보컬이었던 와다만 데뷔하게 되었다. 10대 중반에는 오사카에서 불량서클의 리더로 알려져 있었고, 700명 이상의 수하를 거느린 여두목으로 일컬어진다. 고등학교는 3일 만에 중퇴했다.(본인은 자신의 의사에 의한 것이라고 주장하지만, 실제로는 바 등에서의 가수활동 때문이다.)
1968년 10월 25일에 〈밤하늘의 고독〉(星空の孤独)으로 데뷔하였다. 데뷔곡은 인기를 얻지 못했지만, 두 번째 곡이었던 〈폭우 속에서〉(どしゃぶりの雨の中で)가 히트하면서 인기가수로 한 발을 내디뎠다. 1970년에 NHK 홍백가합전에 〈웃으며 용서해 줘〉(笑って許して)로 첫 출장하여, 2015년까지 39회 출장하였다. 1972년에는 〈저 종을 울리는 것은 당신〉(あの鐘を鳴らすのはあなた)으로 일본 레코드 대상 최우수가창상을 수상했다.
2005년 7월 13일자의 오리콘 차트에서 m-flo와 함께한 앨범 《Hey!》가 첫 등장 9위를 기록하면서, 33년 만에 오리콘 10위권에 진입했다. 2005년에 《주간 분슌》(週刊文春) 8월 11일·18일 여름의 특대호에서 스스로 재일한국인 2세라고 공표했다.